# Robert Brasillach
Robert Brasillach (Perpinyà, 31 de març de 1909 - afusellat el 6 de febrer de 1945 al Fort de Montrouge) fou un escriptor català, periodista i crític de cinema conegut per les seves actituds feixistes, antisemites i col·laboracionistes durant la Segona Guerra Mundial.

## Biografia
El pare de Robert Brasillach era un oficial de l'exèrcit francès que morí en campanya al Marroc el 1914; poc després, la seva mare va decidir traslladar-se a Sens on crià els seus fills. Al liceu d'aquesta població del departament de Yonne (Borgonya), Brasillach hi tingué com a professor Gabriel Marcel, i al Liceu Louis-le-Grand de París va ser company de Maurice Bardèche, Thierry Maulnier, José Lupin, Jean Martin i Paul Arrousseau. Finalment, Brasillach fou admès a l'Escola Normal Superior el 1928. D'aquest període de joventut, en parlà bastant als primers capítols de Notre avant-guerre, llibre de memòries escrit el 1939-1940.
Ja a principis dels anys trenta, Brasillach va començar a col·laborar regularment al diari L'Action française i a L'Étudiant français; així com el 1937, passà a dirigir el setmanari Je suis partout, on hi publicà articles de fort contingut antisemita en els quals, hi expressava també la seva gran admiració pel Tercer Reich i per la ideologia nazi, visible en la seva assistència el 1937 a un congrés nazi celebrat a Nuremberg. En consonància amb la seva actitud política, en esclatar la Guerra Civil Espanyola, va donar suport al bàndol franquista, fins al punt d'arribar a desplaçar-se a Espanya, i va escriure sobre els fets de l'Alcàsser de Toledo.
El 1940, després que els alemanys envaïssin França, Brasillach, reclutat per a l'exèrcit, fou fet presoner; ara bé, el 1941, a causa de les seves actituds polítiques, va ser alliberat i tornà a França, on defensà la idea d'un feixisme a la francesa, que no fos un simple calc dels models alemany o italià.
Partidari de la victòria del Tercer Reich, el 1943, quan, després de la caiguda de Mussolini a Itàlia, començà a témer la derrota de les Potències de l'Eix, Brasillacl deixà el càrrec de director de Je suis partout, que passà al conegut col·laboracionista Pierre-Antoine Cousteau (germà de Jacques-Yves Cousteau). Tot i així, durant l'estiu de 1944, Brasillach va signar la petició d'execució sumària de tots els membres de la Resistència Francesa.

## Procés i execució
Després dels desembarcaments aliats de Normandia i Provença, Brasillach no intentà fugir ni a Alemanya ni a Espanya, sinó que es quedà amagat a França. Llavors, les noves autoritats franceses, veient-se incapaces de localitzar-lo, arrestaren la seva mare, amb la qual cosa Brasillach va decidir lliurar-se a la Prefectura de Policia de París. El van empresonar a Fresnes, on, processat el 19 de gener de 1945 per col·laboració amb l'enemic, va ser condemnat a mort. El seu advocat defensor, Jacques Isorni, s'ocupà mesos després de la defensa del mariscal Pétain.
Després de sabuda la sentència contra Brasillach, un grup de cinquanta-cinc intel·lectuals, entre els quals hi havia Paul Valéry, Paul Claudel, François Mauriac, Daniel-Rops, Albert Camus, Marcel Aymé, Jean Paulhan, Roland Dorgelès, Jean Cocteau, Colette, Arthur Honegger, Maurice de Vlaminck, Jean Anouilh, André Barsacq, Jean-Louis Barrault i Thierry Maulnier, adreçaren una petició de clemència al cap del govern provisional francès general Charles de Gaulle, que aquest va desestimar, per la qual cosa, l'afusellament de Brasillach va acabar duent-se a terme el 6 de febrer de 1945.
Per explicar aquesta actitud del general De Gaulle, hi ha dues teories:
- Consultant els papers de l'expedient Brasillach, el general va veure la portada d'una revista on apareixia algú vestit amb l'uniforme alemany; en realitat, es tractava de Jacques Doriot, però de Gaulle el va confondre amb Brasillach.
- L'execució de Brasillach fou una concessió de De Gaulle als comunistes per consolidar la seva posició al govern. Aquesta segona teoria la defensa Jean Lacouture, autor de La raison de l'autre, Montesquieu, Mauriac, Confluences, 2002.

Robert Brasillach fou enterrat al cementiri de Charonne, al districte vintè de París. Cada any, el 6 de febrer, el Cercle franco-hispanique organitza una ofrena floral a la seva tomba.

## Crític de cinema
Ja des de la seva adolescència, Brasillach va ser un apassionat del cinema; per això, a més de bastants articles a la premsa, va escriure Histoire du cinéma publicada per primera vegada el 1935 i reeditada el 1943 en col·laboració amb el seu cunyat Maurice Bardèche. Malgrat tot, i a diferència d'altres crítics de l'època, Brasillach va adoptar en el cinema una actitud políticament neutra, a part d'alguns comentaris antisemites com els que va fer en alguns articles de 1943. La seva passió pel cinema va dur-lo a relacionar-se amb Henri Langlois al Cercle du cinéma.
Tot i ser un entusiasta dels que llavors ja es consideraven clàssics (Charles Chaplin, Georg Wilhelm Pabst, René Clair, Jean Renoir, etc.) i de les pel·lícules americanes (John Ford, Frank Borzage, King Vidor, etc.), va mostrar un gust original amb una gran curiositat pel cinema estranger; per això, fou el primer a parlar a França del cinema japonès, especialment de Yasujiro Ozu, Kenji Mizoguchi i Heinosuke Gosho. A la presó, va treballar en la tercera edició de la seva Histoire du cinéma i preparà una adaptació de Falstaff, que esperava poder realitzar amb Raimu.

## Obres
Entre les obres de Robert Brasillach, destaquen:
- Présence de Virgile, 1931
- Le Voleur d'étincelles, novel·la, 1932
- L'Enfant de la nuit, 1934
- Histoire du cinéma, 1935 (en col·laboració amb Maurice Bardèche)
- Le Procès de Jeanne d'Arc, text establert i prefaci de Robert Brasillach [selecció de textos], Gallimard, 1941, reeditat el 1998 a les Éditions de Paris, col·lecció « Classiques », amb una presentació de François Bluche
- Histoire de la guerre d'Espagne (amb Maurice Bardèche), Plon, 1939
- Portraits, 1935
- Le Marchand d'oiseaux ou le Méridien de Paris, 1936
- Comme le temps passe..., 1937
- Pierre Corneille, Fayard, 1938
- Les Sept couleurs, Plon, 1939
- Notre avant-guerre, Plon, 1941
- La Conquérante, 1943
- Les Quatre Jeudis, 1944
- Lettre à un soldat de la classe 60. Les Frères ennemis. Dialogue tragique, Le Pavillon Noir, París. 1946. 107 p.

Publicacions pòstumes:
- Poèmes de Fresnes, 1950
- Anthologie de la poésie grecque (1950), éd. Stock. Reeditada el 1995 al Livre de Poche. ISBN 2-25301-517-2
- La Reine de Césarée, teatre (drama), 1954, estrenada per primera vegada el 1957
- Bérénice, teatre (drama), 1954
- Journal d'un homme occupé, 1955
- Les Captifs, novel·la inacabada, Plon, 1974

El seu cunyat Maurice Bardèche dirigí la publicació, al Club de l'Honnête Homme, de les Œuvres complètes (esporgades) en 12 volums, des de 1963 fins a 1966.